# Кижинга (река)
Кижинга́ (Киченга, Кичинга; бур. Хэжэнгэ) — река в Кижингинском районе Бурятии (Россия). Левый приток реки Худан.
Длина реки — 146 км, площадь водосборного бассейна — 2170 км². Весеннее половодье обычно невелико, но дождевые паводки достигают значительных размеров.
По данным наблюдений с 1960 по 1999 год среднегодовой расход воды в 81 км от устья составляет 1,26 м³/с.
На эвенкийское происхождение топонима указывает суффикс -нга, хотя объяснения значения современными эвенками нет, а на бурятском языке этимология слова не осмысливается.
Основные притоки (от истока к устью) — Маректа (длина 20 км), Тендит (длина 28 км), Жипхеген (длина 32 км), Хурегат (длина 36 км).
На реке расположены населённые пункты Куорка, Новокижингинск, Эдэрмэг, Леоновка, Ушхайта, Кижинга (от истока к устью).